# Daniele Molmenti
Daniele Cristoforo Molmenti  (ur. 1 sierpnia 1984) – włoski kajakarz górski. Złoty medalista olimpijski z Londynu.
Zawody w 2012 były jego drugimi igrzyskami olimpijskimi, debiutował w Pekinie cztery lata wcześniej (10. miejsce). Po medal sięgnął w rywalizacji kajakarzy w jedynce. Dwukrotnie był drużynowym srebrnym medalistą mistrzostw świata (2005 i 2006), a dwukrotnie brązowym (2010 i 2011). W 2010 sięgnął indywidualnie po złoto mistrzostw świata. Indywidualnie trzy razy był mistrzem Europy (2009, 2011 i 2012). Ma w dorobku medale tej imprezy z mniej wartościowego kruszcu (w konkurencjach indywidualnych i drużynowych), odnosił również sukcesy w rywalizacji juniorskiej.